# Afscheid van een vriend
Afscheid van een vriend is een nummer van de Belgische band Clouseau uit 1992. Het is de vijfde en laatste single van hun vierde studioalbum Doorgaan.
Koen Wauters, zanger van Clouseau, zei over het nummer: "Dit gaat echt over een hele goede vriend van mij, die ik daarmee wilde wakker schudden. Die had een ziekte, maar in plaats van het een beetje kalmer aan te doen, maakte hij het steeds bonter. Ik had mij voorgesteld dat hij dood was. Mij helemaal ingeleefd bij dat idee van ‘we gaan hem begraven’. Toen wij dat liedje voor het eerst speelden, was hij erbij. Die heeft dat tot het eerste refrein uitgehouden en is toen naar buiten gelopen. Ja, de boodschap kwam over. Hij leeft nog steeds en ik ben peter van zijn kind geworden".   Op de Vlaamse radiozender JoeFM werd onthuld dat dit de man van Ingeborg betrof. Het nummer haalde de 12e positie in de Vlaamse Radio 2 Top 30.